# L'Été où j'ai grandi
Pour plus de détails, voir Fiche technique et Distribution.
L'Été où j'ai grandi  (titre original : Io non ho paura) est un film hispano-britannico-italien réalisé par Gabriele Salvatores, issu du roman Je n'ai pas peur de Niccolò Ammaniti et sorti en 2003.

## Synopsis
L'histoire se déroule en 1978 à Acqua Traverse, un petit village imaginaire de l'Italie du Sud. Le personnage principal du film est un petit garçon issu d'une famille pauvre, Michele. Il est contraint par ses amis de les rejoindre  dans une maison abandonnée lors d'une balade à vélo. Il découvre une cavité dissimulée par un morceau de tôle où il lui semble apercevoir un pied humain. Michele est choqué, mais ne dit rien quand il rentre chez lui le soir. Chaque jour, il retourne à la maison abandonnée et découvre que dans le trou est caché un enfant, Filippo. Les deux enfants deviennent amis. Un jour, Sergio, un ami de son père d'origine milanaise, arrive chez lui pour y loger quelques jours. Ce soir là, en lisant au journal télévisé un message de la mère de Filippo adressé aux ravisseurs  Michele comprend que ses parents, Sergio et d'autres habitants du village, ont enlevé Filippo en échange d'une rançon. Michele est incapable de cacher son secret et se confie à son meilleur ami, Salvatore. Celui-ci le trahit en allant répéter ses paroles à Felice, grand frère d'Antonio, un autre enfant du groupe qui fait lui-même partie du groupe de villageois ayant enlevé Filippo. Son père lui ordonne de ne plus jamais aller retrouver l'enfant, mais un après-midi avec des amis, ils y retournent et Michele s'aperçoit que Filippo a été déplacé. Salvatore, pour se faire pardonner, lui révèle qu'il a été enfermé dans la cave d'un des habitants du village. Le soir même, il apprend que les ravisseurs  ont décidé de tuer le jeune otage, mais il va tout de même tenter de porter secours au captif. Il le trouve, mais l'enfant est trop faible pour se déplacer. Michele l'encourage, lui fait la courte échelle et lui crie de s'enfuir. Filippo obéit et disparaît. Michele se retrouve seul et incapable de quitter la cave tandis qu'il entend une voiture arriver. Il court se cacher derrière une botte de foin et, lorsqu'il reconnaît son père qui ouvre la porte, confiant, il sort de sa cachette. Son père ne le reconnaissant pas lui tire dessus mais se rendant compte immédiatement de son erreur il s'empare de son fils et part, talonné par Sergio. Ils s'arrêtent en plein milieu d'un champ alors que des hélicoptères de la police passent au-dessus de leurs têtes. Sergio tente de fuir mais rapidement rattrapé par la police, il se rend. Filippo de retour, comprend que Michele a pris une balle qui lui était destinée. L'image finale représente Michele et Filippo tendant la main l'un vers l'autre.

## Fiche technique
- Titre : Je n'ai pas peur ou I'm Not Scared (titre de l'édition en DVD)
- Titre original : Io non ho paura
- Titre anglais : I'm Not Scared
- Réalisation : Gabriele Salvatores
- Scénario : Francesca Marciano et Niccolò Ammaniti d'après son roman
- Production : Marco Chimenz, Giovanni Stabilini, Maurizio Totti et Riccardo Tozzi
- Distribution :  France : TFM Distribution
- Musique : Ezio Bosso et Pepo Scherman
- Photographie : Italo Petriccione
- Montage : Massimo Fiocchi
- Décors : Giancarlo Basili
- Costumes : Patrizia Chericoni et Florence Emir
- Pays d'origine :  Italie /  Espagne /  Royaume-Uni
- Format : Couleurs - 2,35:1 - Dolby Digital - 35 mm
- Genre : Drame, thriller
- Durée : 108 minutes
- Date de sortie : 8 février 2003 (Première à la Berlinale), 14 mars 2003 (Italie), 3 août 2005 (France)

## Distribution
- Giuseppe Cristiano : Michele
- Mattia di Pierro : Filippo
- Adriana Conserva : Barbara
- Fabio Tetta : Teschio
- Giulia Matturo : Maria
- Stefano Biase : Salvatore
- Fabio Antonacci : Remo
- Aitana Sánchez-Gijón (VF : Carole Franck) : Anna
- Dino Abbrescia : Pino
- Giorgio Careccia : Felice
- Antonella Stefanucci : Assunta
- Riccardo Zinna : Pietro
- Michele Vasca : Candela
- Susi Sánchez : Mère de Filippo
- Diego Abatantuono : Sergio